# Distretto di Akan
Il distretto di Akan (阿寒郡?) è uno dei distretti della Sottoprefettura di Kushiro, Hokkaidō, in Giappone.
Attualmente comprende il solo comune di Tsurui.